# كهينة مسعودان
 كهينة مسعودان (ولدت 15 يوليو 1992 ببجاية, الجزائر)هي لاعبة كرة طائرة جزائرية.

## معلومات الاندية
النادي الأول و الحالي : جمعية ولاية بجاية 
معلومات تقنية :
الطول: 1,83 م
الارتقاء في السحق : 2,99 م
الارتقاء في الصد : 2,90 م
- منتخب الجزائر لكرة الطائرة سيدات